# Megastylus nudus
Megastylus nudus är en stekelart som beskrevs av Dasch 1992. Megastylus nudus ingår i släktet Megastylus och familjen brokparasitsteklar. Inga underarter finns listade i Catalogue of Life.